# Grota Skarbów
Grota Skarbów, Jaskinia Skarbów (syr. Me‘arrat Gazze) – datowane na przełom VI i VII wieku (powstałe jednak w oparciu o wcześniejsze przekazy) pismo apokryficzne, w części rękopisów przypisywane niesłusznie św. Efremowi. Utwór ten w swojej pierwszej wersji powstał w środowisku ebionitów w górnej Mezopotamii na przełomie III  i IV wieku.
Ostateczna redakcja nastąpiła w Edessie wśród chrześcijan nestoriańskich na co wskazują elementy antymonofizyckie.
Treść Groty Skarbów zawiera skrótowe omówienie dziejów biblijnych od stworzenia świata do zesłania Ducha Świętego, bogato przeplatanych motywami zapożyczonymi z różnych chrześcijańskich pism apokryficznych i legend żydowskich oraz licznymi dygresjami chronologicznymi i typologicznymi. Dzieło ma wymowę silnie antyjudaistyczną, stara się ukazać stopniowe tracenie przez Żydów z własnej winy przymierza z Bogiem i ubogaca historie starotestamentowe elementami chrześcijańskimi.
Wydarzenia starotestamentowe przytoczone w utworze rozbudowywane są bogatą warstwą legendarną, poprzez którą łączą się z tekstem ewangelii. Tytuł apokryfu pochodzi od stanowiącej jego przewodni motyw jaskini w której mieli zamieszkać Adam i Ewa po wyjściu z Edenu; w niej Adam miał złożyć zabrane z raju złoto, mirrę i kadzidło, odnalezione po wiekach przez trzech magów i ofiarowane Jezusowi. Innymi tego typu historiami są pochówek Adama na Golgocie czy użycie drążków do niesienia Arki Przymierza dla zbudowania krzyża Jezusa.